# Francine Fox
Francine Anne Fox (* 16. März 1949 in Washington, D.C.) ist eine ehemalige US-amerikanische Kanutin.

## Karriere
Francine Fox nahm bei den Olympischen Spielen 1964 in Tokio mit Glorianne Perrier im Zweier-Kajak teil. Sie qualifizierten sich als Zweite des Vorlaufs direkt für das Finale, das sie ebenfalls auf dem zweiten Platz beendeten. Damit sicherten sie sich in einer Laufzeit von 1:59,16 Minuten hinter den Deutschen Roswitha Esser und Annemarie Zimmermann und vor dem rumänischen Boot mit Hilde Lauer und Cornelia Sideri die Silbermedaille.
1962 wurde Fox im Alter von nur 13 Jahren im Einer-Kajak US-amerikanische Meisterin. Mit Glorianne Perrier gewann sie von 1963 bis 1965 dreimal in Folge den nationalen Titel im Zweier-Kajak und gehörte wie auch Perrier zum siegreichen Vierer-Kajak im Jahr 1965.